# Geodätisches Gitter
Als geodätisches Gitter wird ein System aus sich kreuzenden und Quadrate bildenden Linien verstanden, das als kartesisches Koordinatensystem auf einer Landkarte angebracht ist.
Ein geodätisches Gitter orientiert sich an Längenkreisen und Breitenkreisen des Erdkörpers, deckt sich mit diesen aber nur an wenigen Orten, da die Längen- und Breitenkreise aufgrund der Kugelgestalt der Erde gekrümmt sind, das geodätische Gitter aber ein ebenes (zweidimensionales) Koordinatensystem darstellt. Ein einheitliches geodätisches Gitter lässt sich nur für einen begrenzten Ausschnitt der Erdoberfläche konstruieren, wenn die Genauigkeitsabweichungen aufgrund der Erdkrümmung innerhalb enger Grenzen bleiben sollen. Entsprechend sind geodätische Koordinaten nur auf Karten größerer Maßstäbe sinnvoll, und im Unterschied zu geographischen Koordinaten werden sie üblicherweise in „Rechts-“ und „Hochwerten“ angegeben. Um dennoch die gesamte Erdoberfläche mit einem geodätischen Koordinatensystem abdecken zu können, werden entlang von Längenkreisen verlaufende Streifen definiert, deren Kennziffern oder andere eindeutige Bezeichner den geodätischen Koordinaten vorangestellt werden. Bekannte geodätische Gitter sind zum Beispiel das „Gauß-Krüger-Koordinatensystem“ (vorwiegend in Deutschland) und das „UTM-Koordinatensystem“ (alle NATO-Staaten und viele andere).
Die Winkeldifferenz der senkrechten Gitterlinien gegenüber einem Meridian (Längengrad) wird als Meridiankonvergenz bezeichnet und ist immer dann zu berücksichtigen, wenn senkrechte Gitterlinien als Nordrichtung auf der Karte angenommen werden. Die Meridiankonvergenz ist auf vielen Karten für die Mitte des Kartenblatts angegeben.
Manchmal findet sich auch oder zusätzlich die „Nadelabweichung“ die sich als Differenz aus Deklination (Magnet-Missweisung) und Meridiankonvergenz errechnet. Da die eingerechnete Deklination jährlichen Änderungen unterworfen ist, ist meist die jährliche Änderung auf der Karte vermerkt.
Mit der Nadelabweichung als Kursbeschickung kann die senkrechte  Gitterlinie als Nordreferenz verwendet werden.
Unter Berücksichtigung des Kartenmaßstabs entspricht die Kantenlänge der Gitterquadrate üblicherweise 1 km in der Natur, in Sonderfällen und aus Gründen der Übersichtlichkeit kann die Kantenlänge auch ein Vielfaches von 1 km betragen.